# Ноћ уочи Божића
Ноћ уочи Божића (енгл. The Night Before) америчка је божићна филмска комедија из 2015. године у режији Џонатана Левина. Џозеф Гордон Левит, Сет Роген и Ентони Маки глуме три пријатеља из детињства који се сваке године окупљају на Бадње вече у потрази за најбољом журком у Њујорку. У филму такође глуме Лизи Каплан, Џилијан Бел, Минди Калинг и Мајкл Шенон.
Премијерно је приказан 16. новембра 2015. године у Њујорку, док је 20. новембра исте године пуштен у биоскопе у Сједињеним Америчким Државама, односно 25. маја 2016. године у Србији. Добио је помешане рецензије критичара и зарадио преко 52 милиона долара широм света.

## Радња
Итан, Ајзак и Крис су пријатељи од детињства и већ десет година свако Бадње вече проводе уживајући у опијању и весељу. Пошто улазе у свет одраслих, традиција мора да се прекине, али да би је учинили незаборавном, одлучују да пронађу Крцков бал — свети грал међу божићним журкама.

## Улоге
| Глумац             | Улога             |
| ------------------ | ----------------- |
| Сет Роген          | Ајзак Гринберг    |
| Џозеф Гордон Левит | Итан Милер        |
| Ентони Маки        | Крис Робертс      |
| Лизи Каплан        | Дајана            |
| Минди Калинг       | Сара              |
| Џилијан Бел        | Бетси Гринберг    |
| Мајкл Шенон        | господин Гринберг |
| Лорејн Тусен       | госпођа Робертс   |
| Илана Глејзер      | Ребека Гринч      |
| Нејтан Филдер      | Џошуа             |
| Трејси Морган      | Деда Мраз         |
| Рандал Парк        | Итанов шеф        |
| Хелена Јорк        | Синди             |
| Арон Хил           | Томи Овенс        |